# ماتئوش کوشچوکویچ
ماتئوش کوشچوکویچ (لهستانی: Mateusz Kościukiewicz؛ زادهٔ ۱ مهٔ ۱۹۸۶) بازیگر اهل لهستان است. وی دانش‌آموختۀ آکادمی ملی هنرهای نمایشی آ.س.ت. در کراکوف است.
از فیلم‌ها یا برنامه‌های تلویزیونی که وی در آن نقش داشته‌است، می‌توان به بدون پنهان‌کاری، تمام آنچه بدان عشق می‌ورزم، بی‌شرم، ئیو، درهم‌شکستن محدودیت‌ها، تشخیص، ۱۹۸۳، اتاق خودکشی، والسا: مرد امید،  تاتاراک و ۱۱ دقیقه اشاره کرد.